# Leon Dolinšek
Leon Dolinšek, slovenski fotograf, * 30. junij 1932, Crikvenica, Hrvaška † 31. januar 2009, Golnik.
Dolinšek je leta 1952 v Beogradu končal Srednjo tehniško šolo. V šestdesetih letih 20. stoletja je postal fotoreporter na Delu in tako stopil na pot poklicnega fotografa. Pozneje je objavljal tudi v reviji Tovariš, kjer je po zgledu tujih revij snoval fotozgodbe in slovensko reportažno fotografijo povzdignil na raven, primerljivo z vodilnimi evropskimi revijami. Njegove reportažne fotografije se nanašajo predvsem na žanrske prizore, predvsem ljudi z ulice. 
S prihodom v ljubljansko Dramo je Dolinšek vnesel svežino tudi v gledališko fotografijo. K igri in igralcem je znal pristopil s posebnim občutkom. S fotoaparatom je prvi na Slovenskem prestopil gledališki portal, fotografiral je prizore med vajami ter gledališki fotografiji zagotovil živost in dinamiko. Posebno mesto v njegovem opusu zavzemajo fotografije s snemanj filmov. Intenzivneje je sodeloval predvsem z M. Klopčičem. Vstopal in slikal je tudi v ateljejih slovenskih kiparjev in slikarjev.
Smostojno je razstavljal leta 1969 v Gradcu. Dolinškovo delo je bilo vključeno tudi v pregledni razstavi Slovenska likovna umetnost 1945-1978 in 150 let slovenske fotografije.